# One New York Plaza

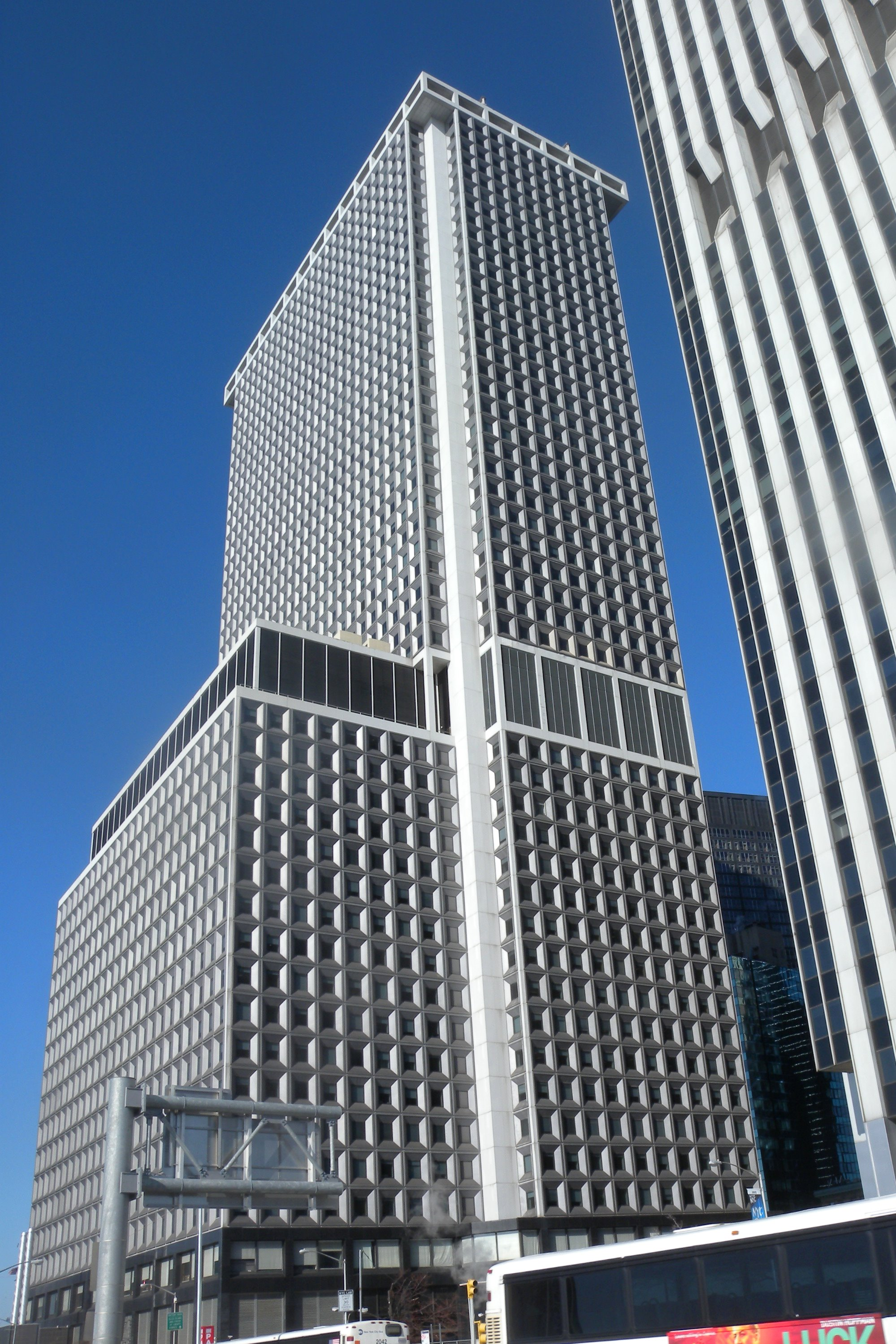

One New York Plaza é um arranha-céus em Lower Manhattan, no borough de Manhattan, em Nova Iorque. Tem 50 andares e 195 m de altura. Foi finalizado em 1969 e é o arranha-céus mais meridional de Manhattan.